# Д’Крузе, Бежой Нисефорус
Бежой Нисефорус Д’Крузе (англ. Bejoy Nicephorus D’Cruze, род. 9 сентября 1956 года) — католический прелат, третий епископ Кхулны с 19 февраля 2005 года по 8 июля 2011 года, первый епископ Силхета с 8 июля 2011 года по 30 сентября 2020 года, шестой архиепископ Дакки с 30 сентября 2020 года. Член монашеской конгрегации Миссионеров-облатов Непорочной Девы Марии (OMI).

## Биография
Получил богословское образование в Высшей семинарии в Дакке. 1 сентября 1986 года принёс монашеские обеты в конгрегации «Миссионеры-облаты Непорочной Девы Марии». 20 февраля 1987 года был рукоположён в священники. С 1987 по 1990 года служил викарием в католических приходах в Лохипуре и Мугайпаре архиепархии Дакки. В 1992 году получил научную степень лицензиата в области теологии в Папском Григорианском университете.
12 февраля 2005 года римский папа Иоанн Павел II назначил его епископом Кхулны. 6 мая 2005 года состоялось его рукоположение в епископы, которое совершил епископ Кхулны Майкл Атул Д’Росарио в сослужении с архиепископом Дакки Патриком Д’Росарио и титулярным архиепископом Аманции и апостольским нунцием в Бангладеш Павлом Чанг Ин-намом.
8 июля 2011 года римский папа Бенедикт XVI учредил новую епархию Силхета и его первым епископом этой епархии. 30 сентября 2020 года римский папа Франциск назначил его архиепископом Дакки.